# Bahnhof Itabashi
Der Bahnhof Itabashi (jap. 板橋駅, Itabashi-eki) ist ein Bahnhof in der japanischen Hauptstadt Tokio. Er wird von der Bahngesellschaft JR East betrieben und befindet sich an der Grenze zwischen den Bezirken Itabashi, Toshima und Kita.

## Beschreibung
Itabashi ist ein Zwischenbahnhof an der Saikyō-Linie, die durch die Bahngesellschaft JR East betrieben wird. Sie verbindet Ōsaki mit Shinjuku, Ikebukuro, Akabane und Ōmiya. Tagsüber verkehren die Züge neunmal je Stunde, wobei jeder dritte ein Schnellzug ist. Während der Hauptverkehrszeit wird die Anzahl der Nahverkehrszüge erhöht, sodass stündlich bis zu 16 Züge angeboten werden. Die Bushaltestelle auf dem nördlichen Bahnhofsvorplatz wird von einer Linie der Gesellschaft Kokusai Kyōgyō Bus bedient.
Der Bahnhof befindet sich am Schnittpunkt dreier verschiedener Bezirke. Das Empfangsgebäude steht im Osten Kita, der westliche Ausgang in Itabashi und der größte Teil des Bahnsteigs in Toshima. In Laufweite östlich des Bahnhofs befinden sich Gedenksteine für Hijikata Toshizō und Kondō Isami. Die Anlage ist von Südwesten nach Nordosten ausgerichtet und umfasst sechs Gleise auf einem Viadukt, von denen zwei dem Personenverkehr dienen. Diese liegen an einem vollständig überdachten Mittelbahnsteig, der über einen Personentunnel am nördlichen Ende mit dem Empfangsgebäude an der Ostseite verbunden ist. Der Durchgang verbindet auch den östlichen mit dem nördlichen Bahnhofsvorplatz. Ein weiterer Personentunnel zwischen beiden Seiten des Bahnhofs befindet sich ungefähr in der Mitte des Bahnsteigs, kann von diesem aus aber nicht erreicht werden. Beidseits des südlichen Teils des Bahnsteigs liegen vier Abstellgleise, die zu einem früheren Güterbahnhof gehören.
Im Fiskaljahr 2019 nutzten durchschnittlich 33.710 Fahrgäste täglich den Bahnhof.

## Bilder

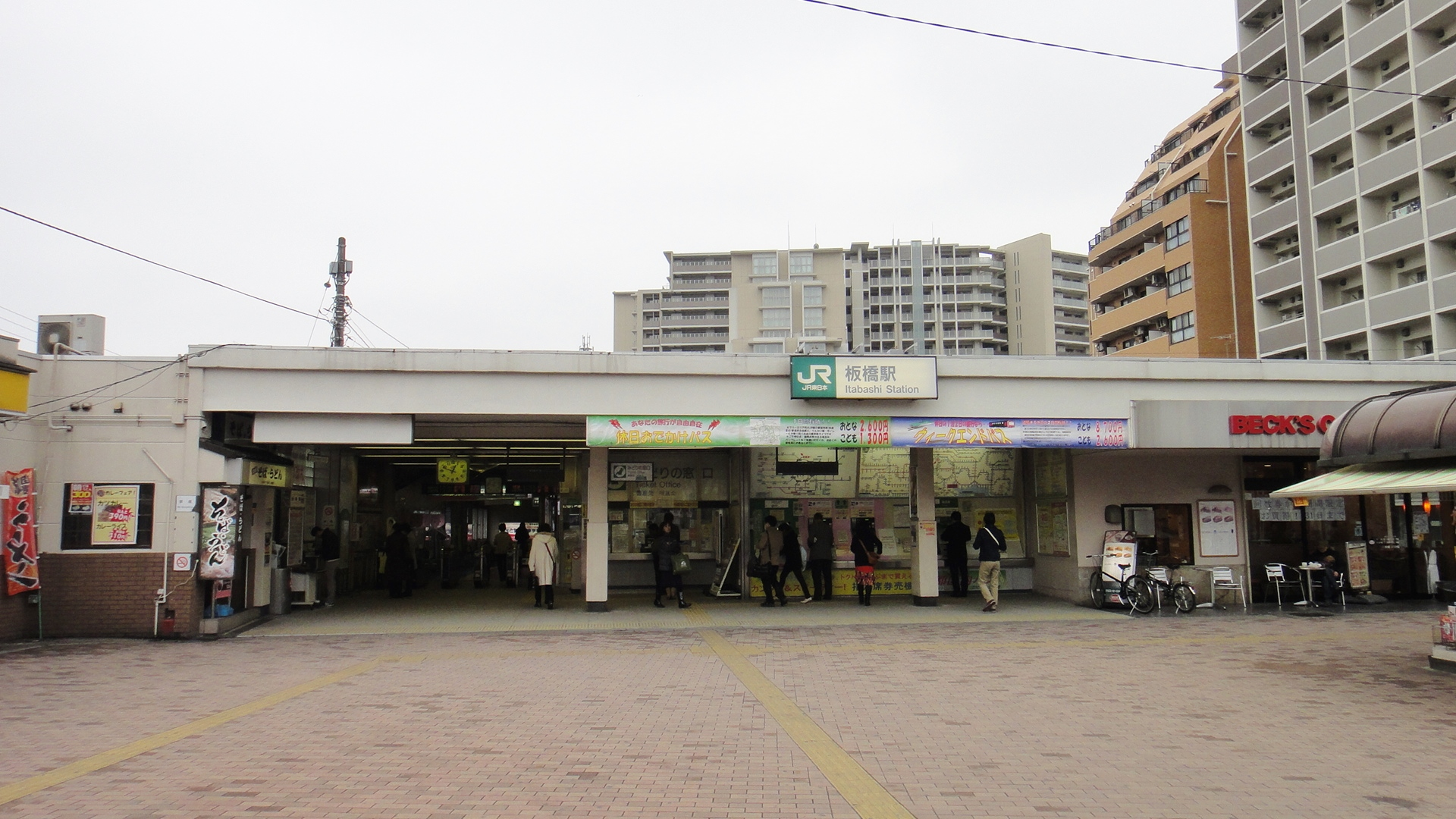
Westlicher Eingang
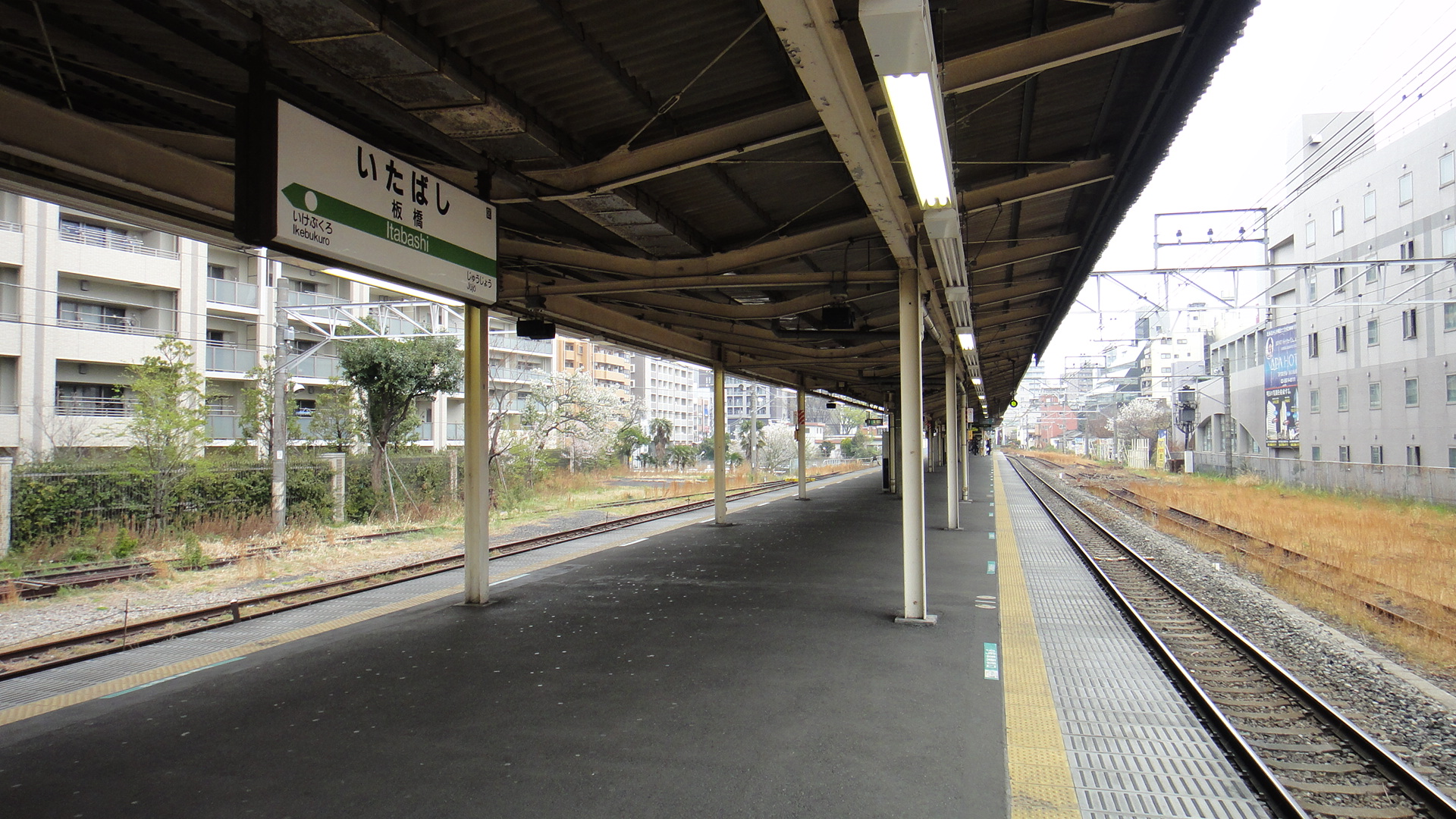
Bahnsteig
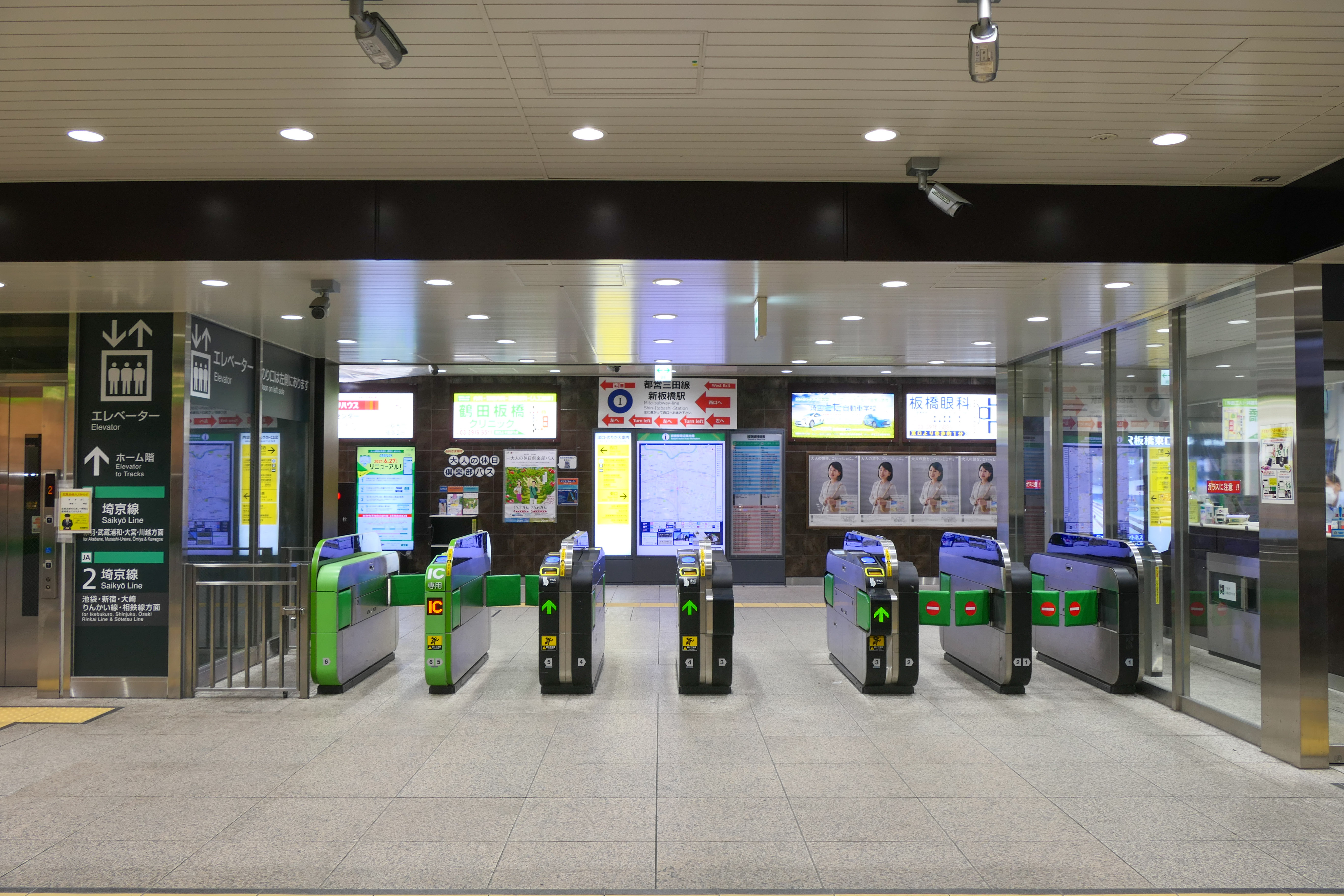
Bahnsteigsperren
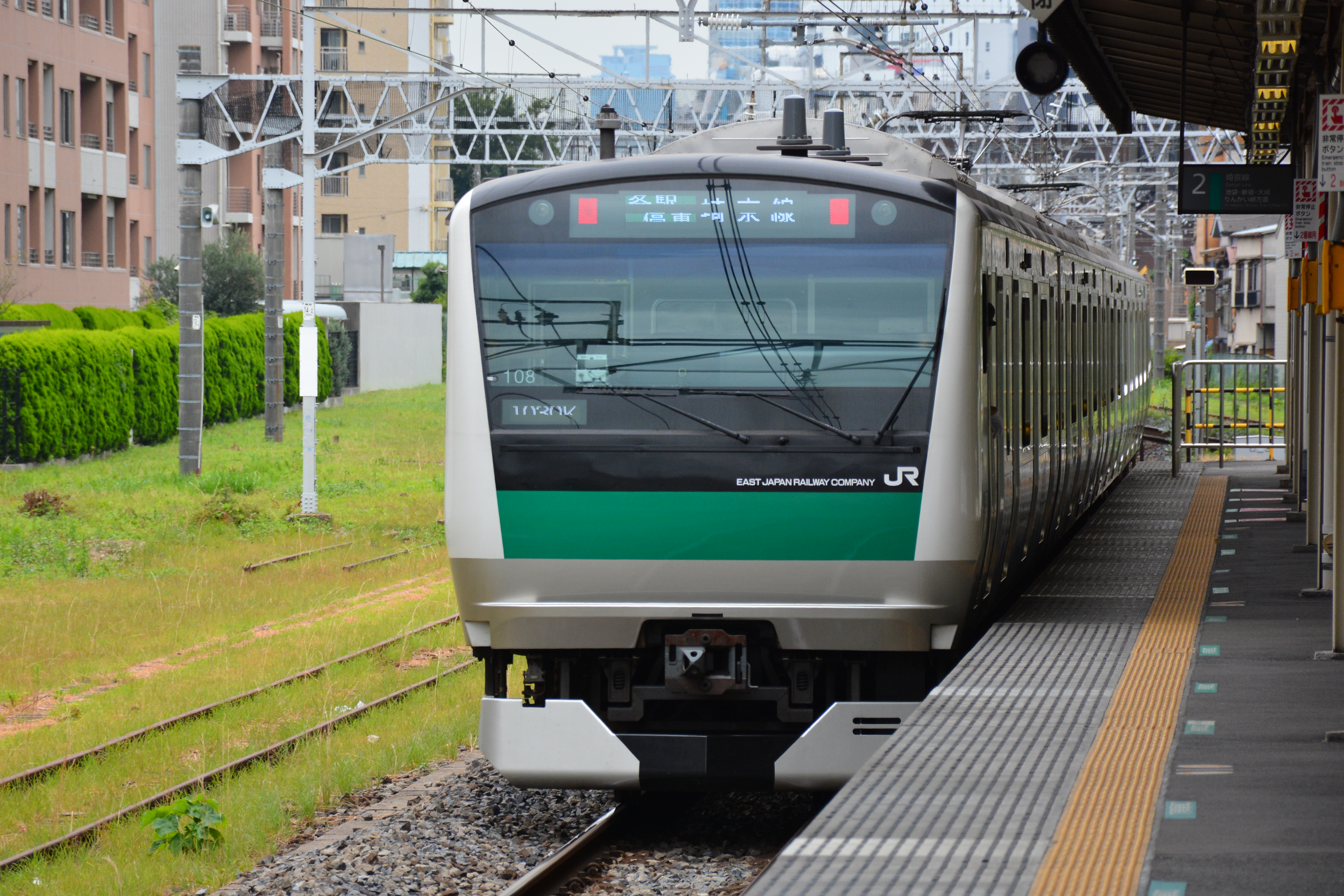
Triebzug der Baureihe E233-7000

## Gleise
| 1 | ▉ Saikyō-Linie | Akabane • Musashi-Urawa • Ōmiya • Kawagoe |
| 2 | ▉ Saikyō-Linie | Ikebukuro • Shinjuku • Shibuya • Ōsaki    |

## Linien
| Verlauf der Saikyō-Linie |
| --- |
| Ōsaki • Ebisu • Shibuya • Shinjuku • Ikebukuro • Itabashi • Jūjō • Akabane • Kita-Akabane • Ukima-Funado • Toda-Kōen • Toda • Kita-Toda • Musashi-Urawa • Naka-Urawa • Minami-Yono • Yonohommachi • Kita-Yono • Ōmiya |

## Geschichte
Die Nippon Tetsudō, Japans erste private Bahngesellschaft, eröffnete am 1. März 1885 eine Verbindungsstrecke zwischen Shinagawa an der Tōkaidō-Hauptlinie und Akabane an der Tōhoku-Hauptlinie. Der am selben Tag in Betrieb genommene Bahnhof Itabashi diente neben dem Personenverkehr von Anfang an auch dem Güterverkehr. Als Folge des Eisenbahnverstaatlichungsgesetzes ging die Anlage am 1. November 1906 an das Eisenbahnamt (das spätere Eisenbahnministerium) über. Betrieblich gehörte die Strecke zunächst zur Yamanote-Linie, war dann ab 15. Juli 1972 eigenständig und wurde offiziell als Akabane-Linie bezeichnet.
Aus der Zusammenlegung der Akabane-Linie und zweier weiterer Linien schuf die Japanische Staatsbahn die neue Saikyō-Linie, die am 30. September 1985 ihren Betrieb aufnahm. Im Rahmen der Staatsbahnprivatisierung ging der Bahnhof am 1. April 1987 in den Besitz der neuen Gesellschaft JR East über. JR Freight stellte am 16. März 1996 den Güterumschlag ein und riss drei Jahre später den Güterbahnhof ab. Von 2015 bis 2017 wurde der Personenbahnhof barrierefrei ausgebaut. Im Juli 2020 erhielt der Bahnhof einen neuen Ausgangsbereich an der Ostseite.